# Floridai puma
A floridai puma (Puma concolor coryi) a ragadozók rendjébe, azon belül a macskafélék családjába tartozó pumának az alfaja. Florida egyik szimbóluma.

## Előfordulása
A floridai puma előfordul Dél-Florida alacsonyan fekvő fenyőerdeiben, pálmaerdőiben és mocsaraiban, főleg a Big Cypress Nemzeti Rezervátum, valamint az Everglades Nemzeti Park közelében.

## Megjelenése
A floridai puma kis méretéről ismerhető fel (más pumához viszonyítva), szélesebb a koponyája és hosszabbak a lábai. Kis számukból adódó beltenyészet kialakulása miatt, ennek az alfajnak elkezdett feltűnően görbülni a farka vége és hátszőrén csíkok futnak.

## Veszélyeztetettsége
Jelenleg széles körű kísérleteket tesznek Floridában az állam nemzeti párducainak még meglévő populációjának megmentésére, mivel számuk eléggé alacsony. Az 1970-es években a nyilvántartott egyedek száma 20 volt, ami 2017-re 230 fölé emelkedett. Még így is nagyon ritka macskaféle. A Természetvédelmi Világszövetség a kihaló félben lévő fajok közé sorolja.

## Képek
|  |  |  |  |

## Fordítás
Ez a szócikk részben vagy egészben  a   Florida panther című angol Wikipédia-szócikk fordításán alapul.  Az eredeti cikk szerkesztőit annak laptörténete sorolja fel. Ez a jelzés csupán a megfogalmazás eredetét és a szerzői jogokat jelzi, nem szolgál a cikkben szereplő információk forrásmegjelöléseként.